# Eosentomon udagawai
Eosentomon udagawai är en urinsektsart som beskrevs av Imadaté 1961. Eosentomon udagawai ingår i släktet Eosentomon och familjen trakétrevfotingar. Inga underarter finns listade i Catalogue of Life.